# Pseudosteineria anticipans
Pseudosteineria anticipans är en rundmaskart som först beskrevs av Christian Wieser 1956.  Pseudosteineria anticipans ingår i släktet Pseudosteineria och familjen Monhysteridae. Inga underarter finns listade i Catalogue of Life.